# Piotrowice
Piotrowice es una localidad del distrito de Otwock, en el voivodato de Mazovia (Polonia). Se encuentra en el este del país, dentro del término municipal de Karczew, a unos 8 km al sur de la localidad homónima y sede del gobierno municipal, a unos 11 al sur de Otwock, la capital del distrito, y a unos 30 al sureste de Varsovia, la capital del voivodato y la capital de Polonia.